# Haplostichanthus rufescens
Haplostichanthus rufescens är en kirimojaväxtart som beskrevs av L.W. Jessup. Haplostichanthus rufescens ingår i släktet Haplostichanthus och familjen kirimojaväxter. Inga underarter finns listade i Catalogue of Life.